# Xavier Llobet
Xavier Llobet Sallent, bijgenaamd Fido Dido, Panzer en Pumuckel, (Manresa, 16 mei 1974) is een professioneel Spaans triatleet. Hij werd tweemaal Spaans kampioen triatlon op de sprintafstand.
Hij doet aan triatlon sinds 1993. Llobet deed in 2004 mee aan de triatlon op de Olympische Spelen van Athene. Hij moest echter voor de finish uitstappen.
is aangesloten bij SVC Segvridad in Judizmendi in Vitoria. Naast triatleet studeert hij aan de universiteit.

## Titels
- Spaans kampioen triatlon op de sprintafstand: 1995, 1996

## Palmares

### triatlon
- 1994: 15e WK voor junioren in Nieuw-Zeeland
- 1995: 54e WK in Cancún - 1:54.28
- 1997: 29e WK olympische afstand in Perth
- 2000:  Spaans kampioenschap
- 2001: 26e WK olympische afstand in Edmonton
- 2001: 5e ITU wereldbekerwedstrijd in Cancún
- 2002: 4e Spaans kampioenschap
- 2003: 9e ITU wereldbekerwedstrijd in Makuhari
- 2004: DNF Olympische Spelen van Athene